# 王汝梅 (正德進士)
王汝梅（1480年—？），字濟元，號青菴，四川成都府華陽縣人，民籍，明朝政治人物。

## 生平
四川鄉試第十八名舉人。正德十二年（1517年）中式丁丑科會試第一百七十七名，登第三甲第二百一十八名進士。刑部观政，授行人司行人，嘉靖四年；1525年）三月由行人擢授刑科给事中，六年八月升户科右，七年四月升户科左，六月升礼科都给事中，以言事切直忤旨。嘉靖初年，明世宗从张孚敬议，去孔子文宣王号，改称先师，并减笾豆佾舞之数。他偕同官力争不可，受斥责。嘉靖八年（1529年）因灾上言，违明世宗之意。十一年（1532年）二月出外任浙江左参政，考察调用，未任卒于家。

## 家族
曾祖王永忠；祖父王義，贈監察御史；父王弼，曾任按察司僉事。前母張氏（贈孺人）；母李氏（封孺人）；繼母劉氏。慈侍下。兄王汝舟（监察御史）、王汝楫、王汝監。